# Pirké Avot

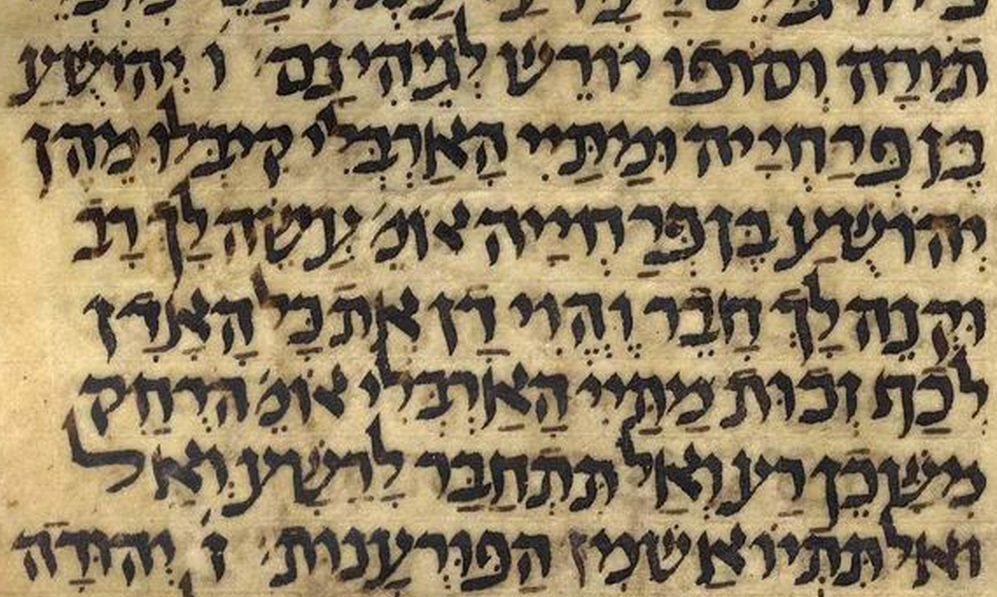
Het Kaufmann manuscript Avot 1:6,7 uit de 12e eeuw

Avot (Hebreeuws: אבות) ook bekend onder de naam Pirké Avot (Hebreeuws: פרקי אבות) is een Misjnatraktaat dat deel uitmaakt van de sectie Neziekien. Avot wordt vertaald met "vaders/vaderen", een verwijzing naar de wijzen en rabbijnen die hebben geleefd vanaf de tijd van de tweede tempel tot het einde van de tweede eeuw. Pirké Avot betekent letterlijk Hoofdstukken van de Vaderen, maar wordt standaard vertaald als Spreuken of Wijsheid der Vaderen.
Hoewel het traktaat ook in de Talmoed is opgenomen verschilt het wezenlijk van de andere traktaten, omdat het vrijwel geen voorschriften met betrekking tot de halacha bevat. Pirké Avot is het enige traktaat dat uitsluitend bestaat uit ethische en moralistische leringen/spreuken van rabbijnen en wijzen uit de periode van de Misjna.
Het traktaat bestaat uit vijf hoofdstukken en kent net zoals Edoejot in de sectie Neziekien geen Gemara.
Pirké Avot staat in de traditie van de Joodse wijsheidsliteratuur zoals we deze aantreffen in de Bijbel: het boek Spreuken, Prediker, en Wijsheid van Salomo.

## Inhoud
Het boek Avot bestaat uit zes hoofdstukken en begint met de overlevering van de mondelinge traditie:
"Mozes ontving de Thora van [de] Sinaï en leverde haar over aan Jozua; Jozua aan de oudsten, en de oudsten aan de profeten en de profeten [leverden haar over] aan de mannen van de Grote Synagoge" (Avot 1:1).
Het traktaat bevat vervolgens spreuken van Simon de Rechtvaardige (200 BCE), een van de laatste leden van de Grote Synagoge, tot aan de tijd kort na Jehoeda Hanassi (200), de redacteur van de Misjna.
De hoofdstukken 1 en 2 volgen een chronologische opbouw. Bij het tweede hoofdstuk ligt de nadruk op de leerlingen van Joachan ben Zakkai (ca. 30-90). Hoofdstuk 3 en 4 telt tal van spreuken zonder dat er sprake is van een chronologie. De spreuken in hoofdstuk 5 zijn anoniem. Hoofdstuk 6 maakte aanvankelijk geen deel uit van de Misjna maar is waarschijnlijk pas in de elfde eeuw toegevoegd om liturgische redenen. In het zesde hoofdstuk ligt de nadruk meer op Thorastudie dan op ethiek.
Sommige uitgaven van de Misjna sluiten het traktaat af met de woorden "Chananja b. Akasja zei: De Heilige, gezegend zij Hij, heeft het behaagd Israël de mogelijkheid te geven om verdiensten te verwerven; daarom gaf hij hen veel Thora en geboden, want er is gezegd: ‘De HEER had er behagen in ter wille van zijn gerechtigheid een grote, heerlijke onderwijzing te geven (Jes. 42:41).' " Op dezelfde wijze sluit het traktaat Makot af.
Sinds de middeleeuwen wordt het traktaat becommentarieerd. Een bekend commentaar is geschreven door de Joodse filosoof Maimonides (1135-1204), getiteld "De Acht Hoofdstukken."

## Bestudering van het traktaat Avot
Sinds de tijd van Saadia Gaon (10e eeuw) is het gebruikelijk om tussen Pesach en Sjavoeot (Wekenfeest) iedere sjabbat een hoofdstuk te bestuderen. Tegenwoordig wordt op iedere sjabbat in de zomer (van Pesach tot Rosj Hasjana) steeds een hoofdstuk bestudeerd. Daarnaast is het traktaat (incl. hoofdstuk 6) opgenomen in de meeste Joodse gebedenboeken.

## Bekende spreuken
- Hij (d.i. Hillel de Oudere) placht eveneens te zeggen: “Indien ik er niet ben voor mijzelf, wie is er dan voor mij? Maar indien ik er alleen voor mezelf ben, wat ben ik dan? En indien niet nu, wanneer [dan] wel?“ (Avot 1:14)
- Rabban Simeon, zoon van Gamaliël, placht te zeggen: “De aarde rust op drie grondvesten: op het recht, de waarheid en de vrede, zoals er gezegd is: ‘spreekt waarheid onder elkander, oefent eerlijke en heilzame rechtspraak uit in uw poorten.’” (Avot 1:18)
- Rabbi Tarfon zei: “De dag is kort en het werk is zwaar en de werklieden zijn lui, maar het loon is hoog en de heer des huizes dringt aan.” (Avot 2:15)
- Hij (d.i. Rabbi Akiva) placht te zeggen: “Geliefd is de mens, want hij is gemaakt naar de beeltenis; [het is een teken van] overvloedige liefde, dat hem bekend was gemaakt dat hij naar de beeltenis was geschapen, want er is gezegd: ‘Want naar de beeltenis van God maakte hij de mens.’” (Avot 3:14)
- Hij (d.i. Rabbi Akiva) placht [ook] te zeggen: ”Alles is in onderpand gegeven en het net is gespreid over de levenden; de winkel is open en de winkelier geeft krediet, maar het grootboek ligt open en de hand schrijft, en wie wil lenen komt lenen; maar de collectoren gaan regelmatig rond, iedere dag, en innen met diens medeweten of zonder diens medeweten; en zij kunnen zich nergens op beroepen, ziende dat het oordeel een rechtvaardig oordeel is. En alles is voor de maaltijd bereid.” (Avot 3:16)

## Vertalingen
Er bestaan vele goede vertalingen van het Misjnatraktaat Avot.
- Duits
  - Frank Ueberschaer en Michael Krupp, Die Mischna: Avot (Väter), Jeruzalem, 2003. ISBN 965-7221-13-7

- Engels
  - Dr. Herbert Danby, The Mishnah. Translated from the Hebrew with introduction and brief explanatory notes., Oxford University Press, 19648e druk, p. 446-461
  - Dr. Charles Taylor, Sayings of the Fathers (Pirqe Aboth), Cambridge University Press, 1897
  - Rabbi Dr. Isidore Epstein (red.), Complete Soncino English Translation of the Talmud, Soncino Press New York, 1935-1952

- Nederlands
  - Rabbijn mr.drs. R. Evers, Spreuken der Vaderen. Joodse wijsheid uit de Oudheid, Stichting Salomon/Boom, Amsterdam 2009 (vanuit het Engels vertaald)
  - Dr. P.W. van Boxtel, De Wijsheid van de Vaderen. Het Misjnatractaat Avot vertaald en toegelicht, Kok, Kampen 1994